# Incydent na grzbiecie Chamar-Daban
Incydent na grzbiecie Chamar-Daban – wydarzenie, które miało miejsce 5 sierpnia 1993 r. w górach Chamar-Daban. Siedmioosobowa grupa turystów prowadzona przez doświadczoną instruktorkę Ludmiłę Korowinę, podczas górskiej wędrówki, prawie w całości zginęła tragicznie w nieznanych okolicznościach – przeżyła tylko 17-letnia Walentyna Utoczenko. Ze względu na pewną zbieżność zdarzeń, nazywane „Przełęczą Diatłowa Buriacji”.

## Skład grupy[3]
Według ocalałej Walentyny Utoczenko członkowie nie byli bliskimi przyjaciółmi, ale jako członkowie klubu turystycznego lub miłośnicy wędrówek dobrze się znali. Rok wcześniej, w 1992 roku prawie w tym samym składzie, grupa była na wycieczce w masywie Tienszan.
W skład ekspedycji wchodzili:
1. Ludmiła Iwanowna Korowina (ur. 21 listopada 1951), kierowniczka grupy i klubu turystycznego „Azymut”;
2. Tatiana Juriewna Filipenko (ur. 5 stycznia 1969), sekretarz Pietropawłowskiej Szkoły Pedagogicznej, członek klubu turystycznego „Azymut”, aktywnie uprawiająca turystykę pieszą;
3. Aleksander Gennadijewicz Krysin (ur. 6 lipca 1970), student Moskiewskiego Państwowego Uniwersytetu Technicznego im. N.E. Baumana, w klubie turystycznym „Azymut” od 12 roku życia, aktywny uczestnik wycieczek pieszych; zamierzał poślubić córkę Korowiny, Natalię, której oświadczył się przed wyprawą;
4. Denis Wiktorowicz Szwaczkin (ur. 23 kwietnia 1974), członek klubu turystycznego „Azymut”. Początkowo nie był brany pod uwagę, zastąpił innego uczestnika, któremu rodzice nie pozwolili na wyjazd. Sam z kolei wybrał się na wędrówkę bez pozwolenia rodziców, którzy byli na wakacjach, zostawiając im tylko notatkę: „Poszedłem w góry, niedługo wrócę”;
5. Walentyna Utoczenko (ur. 18 września 1975), uczennica Pietropawłowskiej Szkoły Pedagogicznej w dwóch specjalnościach – nauczycielka pracy szkolnej i instruktorka turystyki szkolnej;
6. Wiktoria Zalesowa (ur. 23 października 1976), początkowo nie brana pod uwagę jako uczestnik wyprawy, po negatywnych doświadczeniach L. Korowiny podczas jednej z poprzednich wypraw (wykazała się nieprzygotowaniem na stres fizyczny i psychiczny). Przyjęta do grupy pod naciskiem matki, która osobiście namówiła Korowinę;
7. Timur Bałgabajewicz Bapanow (ur. 15 lipca 1978), dorastał w rodzinie pasjonatów wędrówek, aktywny uczestnik wycieczek pieszych.

## Trasa wyprawy
Grupa turystów zawiązała się w miejscowym klubie turystycznym „Azymut”, który działał przy szkole pedagogicznej w mieście Pietropawłowsk. Liderem grupy była doświadczona turystka, mistrzyni sportu ZSRR Ludmiła Iwanowna Korowina, ona też osobiście wybrała uczestników wędrówki. Sama wyprawa odbywała się w ramach kampanii „Turiada” – masowych wędrówek organizowanych w tym czasie po lasach i górach w całej Rosji. L. Korowina, znała planowaną trasę, jako że sześć miesięcy przed wyjazdem była już na grzbiecie Chamar-Daban, do niej więc należało opracowanie marszruty, czasów przejścia oraz organizacja racji żywnościowych.
Trasa rozpoczynała się na stacji kolejowej Murino położonej na wybrzeżu jeziora Bajkał w Obwodzie irkuckim, przechodziła przez przełęcz Langutajski, wychodziła na grzebień grani prowadzącej na szczyt Chan-Uła (2371 m), następnie prowadziła na Jagodnyj (2204 m), kolejno przez bezimienny szczyt 2310 (mylnie w późniejszym dochodzeniu nazywanym Tretrans) i schodziła do rzeki Śnieżnej. Dalej wiodła przez jezioro Patowoje, przez Utulik i poprzez przełęcz Czertowoje Oziero docierała do Sljudjanki. Łącznie do przejścia było w granicach 210–230 kilometrów. Trasa została uznana za III kategorię trudności.
Później Walentyna Utoczenko wyjaśniła, że trasa zaplanowana przez Korowinę była „bezpieczna” w stosunku do trasy innej grupy turystycznej, która miała IV kategorię trudności (biegła ona wzdłuż rzeki Chara-Murin do jeziora Patowoje; w tej wyprawie brała udział 16-letnia córka L. Korowiny, Natalia). Plan obejmował spotkanie z tą grupą w rejonie jeziora Patowoje.

## Przebieg wyprawy
Po zgłoszeniu wyjścia, poprzez wysłanie telegramu do ratowników na poczcie stacji Murino, grupa wyruszyła 2 sierpnia i prawie natychmiast stanęła w obliczu złej pogody, przede wszystkim ulewnego deszczu, który towarzyszył im podczas wspinaczki na przełęcz Langutajski. Po dotarciu na przełęcz turyści zatrzymali się i spędzili noc, po czym kontynuowali podróż następnego dnia w dalszym ciągu w strugach deszczu. Grupa wspięła się na szczyt Chan-Ula, przeszła wzdłuż grzbietu, ostatecznie trafiając na płaskowyż wododziałowy rzek Anigta i Bajga. Kolejny nocleg grupy wypadł nad jeziorem Galice. Wieczorem 4 sierpnia, po przebyciu w tych warunkach około 70 km, turyści dotarli na wyżynę Tretrans, gdzie postanowiono przenocować na zboczu. 5 sierpnia rano, do ulewnego deszczu doszły intensywne opady mokrego śniegu.
Przebieg dalszych wydarzeń znany jest wyłącznie z relacji Walentyny Utoczenko:
„4 sierpnia dotarliśmy na przełęcz Krutoj. Zdjęliśmy pozostawioną notatkę, zostawiliśmy własną. Po południu zeszliśmy w dół. Grupa szła wzdłuż bezdrzewnej strefy alpejskiej. Ugotowaliśmy obiad na prymusach. Około godziny 16.00 ruszyliśmy na płaskowyż Tretrans. Przeszliśmy 6 km. Ulewny deszcz, bardzo zimno. Zatrzymaliśmy się na bezleśnej otwartej przestrzeni, rozbiliśmy dwa namioty. O czwartej nad ranem potargało nam namioty. Naprawiliśmy. O 6 rano wyrwało stelaż. Śpiwory są mokre.”
Dalsza relacja z wydarzeń w krytycznym momencie:
„5 sierpnia o 10 rano przyszedł Krysin mówiąc, że są mokrzy i zamarzają. Padał gęsty śnieg, nie było widać żadnych punktów orientacyjnych. Spakowaliśmy plecaki i zaczęliśmy schodzić po zboczu w kierunku doliny rzeki Śnieżnej. Po przejściu około 10 metrów, nagle upadł idący na końcu Krysin. Próbowaliśmy go podnieść, ale upadł ponownie. Korowina nakazała reszcie kontynuować zejście a sama została obok niego. Jednak prawie natychmiast zatrzymała grupę i poprosiła aby ktoś do niej podszedł. Tanya wyjęła namiot, a pozostali ukryli się pod nim. Podeszłam do Korowiny. Oczy Saszy były ogromne bez świadomości. Z jego oczu i uszu sączyła się krew, a z ust piana. Korowina sprawdziła puls i stwierdziła, że jego serce nie bije. Poprosiła o sprowadzenie Wiki na dół. Zajęłam się tym, ale ona nagle mnie ugryzła. Zaciągnęłam ją do pozostałych. Tatiana zaczęła uderzać głową o kamienie. Denis schował się za kamieniami i zamknął w śpiworze. Podczołgałam się do Korowiny, ale nie oddychała. Próbowałam podnieść Timura. Kiedy zdałam sobie sprawę, że nikt się nie porusza zaczęłam schodzić w dół do linii drzew. Ubrałam się i położyłam w śpiworze, okryłam namiotem. Rano wróciłam na górę, zobaczyłam Tanię na kamieniach, Denisa, Timura, Wikę. Powyżej – Sasza i Korowina. Wszyscy byli martwi”.
Walentyna, zdając sobie sprawę, że musi dotrzeć do jakiegoś miejsca, gdzie możliwe jest spotkanie innych ludzi, zabrała z plecaków zmarłych żywność i mapę, przykrywając ciała celofanem i zeszła nad rzekę Anigta, gdzie spędziła noc 7 sierpnia.
Kolejnego dnia natknęła się na opuszczoną wieżę przekaźnikową na wysokości 2310 metrów, i tam sama spędziła kolejną noc. Następnego dnia rano, Walentyna widząc schodzącą w dół linię energetyczną na słupach, i tym samym mając nadzieję, że doprowadzi ją ona do ludzi, wyruszyła w drogę. Jednak domy, do których podłączono przewody, okazały się opuszczone. Wkrótce dziewczyna dotarła nad rzekę Śnieżną i poszła w dół rzeki. Tutaj musiała ponownie spędzić noc, aby następnego dnia dalej próbować szukać ludzi. 9 sierpnia, po przejściu 7–8 kilometrów, wyczerpana zatrzymała się i rozciągnęła śpiwór w krzakach przy wodzie. W tym czasie po rzece płynęła grupa kajakarzy z Kijowa, którzy zauważyli dziewczynę. Ukraińcy znaleźli dziewczynę w okolicy ujścia potoku Zun-Tsagan-Chulutaj do Śnieżnej, nakarmili ją, podali jej antybiotyki i zabrali ze sobą.
W tym czasie druga grupa wycieczkowa z Pietropawłowska, w skład której wchodziła Natalia Korowina, w wyznaczonym czasie dotarła na miejsce spotkania – Jeziora Patowoje. Biwakującą grupę 5 sierpnia widzieli ratownicy, ewakuujący dzieci z terenów Chamar-Daban. Po odczekaniu w tym miejscu 2 dni, nie doczekawszy się nikogo z grupy Korowiny, turyści doszli do wniosku, że z uwagi na warunki grupa Korowiny nie zdążyła w umówionym terminie i postanowili kontynuować wędrówkę, nie podejrzewając nic złego.
Sytuację pogorszył fakt, że telegramy o wyjściu grupy z Pietropawłowska na trasę, wysłane 2 sierpnia ze stacji Murino, nigdy nie dotarły do celu, czyli do ratowników.

## Poszukiwania
18 sierpnia ukraińscy turyści przybyli do Sliudianki, gdzie zgłosili tragedię ratownikom, którzy natychmiast zamówili helikopter do działań poszukiwawczych. Jednak z powodu złej pogody rozpoczęcie poszukiwań helikopterami możliwe było dopiero 21 sierpnia. Na poszukiwania wyruszyła grupa ratowników buriackiej służby poszukiwawczo-ratowniczej, ratowników z Czyty i Gusinoozierska. Poszukiwania dodatkowo komplikował fakt, że podany w książce wyjścia grupy szczyt o nazwie Tretrans nie istniał na mapach.
Według wspomnień ratownika bajkalskiego oddziału poszukiwawczo-ratowniczego Ministerstwa Sytuacji Nadzwyczajnych Władimira Zinowa:
„Znaliśmy tylko punkt wyjścia i znaleźliśmy miejsce na nocleg. Z jednej strony taki płaskowyż tundry z dużymi zakolami utrudniał poszukiwania. Do tego ciągle padało, były mgły i niskie chmury. Wiedzieliśmy na pewno, że oni (zmarli) byli pokryci folią celofanową i dlatego szukaliśmy tego miejsca z celofanem, ale nie mogliśmy go znaleźć”.
W tym samym czasie w górach Chamar-Daban prowadzono jeszcze inne poszukiwania, dwójki młodych ludzi z Omska. Zaginęli 17 sierpnia, jak powiedziała ratownikom inna uczestniczka omskiej grupy, która samodzielnie dotarła do Irkucka, aby zgłosić zaginięcie towarzyszy. Dziewczyna powiedziała, że lider grupy, 18-letni Iwan Wasniew i 18-letnia turystka Olga Indiukowa, udali się na rekonesans i nie powrócili w wyznaczonym czasie na miejsce spotkania. Pozostała trójka turystów z grupy omskiej po całodziennym oczekiwaniu, zostawiając notatkę i jedzenie na miejscu, powróciła do zamieszkanych rejonów. Razem z dwoma chłopakami z Omska, których zabrano na pokład helikoptera już na Śnieżnej, ratownicy udali się na poszukiwanie zaginionych.
Wasniewa i Indiukową znaleziono dopiero 24 sierpnia – czekali na ratunek na brzegu Śnieżnej, rozciągając niebieską płachtę polietylenową na brzegu. Po zabraniu ich na pokład, ratownicy skierowali się do bazy, ale w drodze powrotnej na zboczu Tretrans na wysokości 2204 m n.p.m. zauważyli ciała turystów z Pietropawłowska.
Ratownicy, którzy wylądowali, przeprowadzili oględziny miejsca zdarzenia. Stwierdzono, że turyści znajdowali się na czystym zboczu o długości 200–250 metrów w linii prostej poniżej głównego grzbietu, w kierunku dorzecza Śnieżnej. Do granicy lasu było też najwyżej 200-300 metrów. Ciała turystów leżały w pewnej odległości od siebie: najbliżej był Krysin i u jego stóp Korowina. Nieco dalej od nich znaleziono ciała Zalesowej i Bapanowa, jeszcze dalej w pewnej odległości od siebie leżeli także Filipenko i Szwaczkin. Ciała wszystkich turystów już zaczęły się rozkładać, ich oczodoły były puste. Trzy ofiary były ubrane w cienkie trykoty (Denis, Tania, Wika), podczas gdy dwie były boso (Timur, Tania). Najbardziej zagadkowe wydawało się jednak, że nikt z nich nie próbował się ogrzać, śpiwory i plandeki z polietylenu leżały spakowane obok nich.
Ciała turystów załadowano na jeden z dwóch śmigłowców biorących udział w poszukiwaniach i przewieziono do Ułan Ude, gdzie przeprowadzono kryminalistyczne badanie przyczyn zgonu.

## Śledztwo i akta sprawy
W Ułan Ude przeprowadzono kryminalistyczne badanie przyczyn zgonu turystów.
Z wywiadu z Konstantinem M. Jugowem kierownikiem Biura Medycyny Sądowej Republiki Buriacji:
„Kiedy otrzymaliśmy do zbadania sześć zwłok turystów, otrzymaliśmy zadanie ustalenia przyczyny zgonu, zidentyfikowania obrażeń ciała i wykluczenia śmierci gwałtownej. Biegli działali w trzech kierunkach:
1. ustalić i udowodnić jako przyczynę zgonu ogólną hipotermię ciała wszystkich zwłok;
2. zidentyfikować – czy możliwe było masowe zatrucie (produkty złej jakości, substancje toksyczne);
3. urazy mechaniczne.

Przede wszystkim dokładnie przestudiowaliśmy warunki, w jakich doszło do tej tragedii. Początkowo przyjęliśmy, że czynnikami, które przyczyniły się do zgonu, była wysokość i surowy klimat kontynentalny z nieprzewidywalną pogodą. W czasie tragedii, przy niskich temperaturach i obfitych opadach, wszystkie ofiary miały mokre ubrania. Do tego dużo aktywności fizycznej i braki tlenu. W takich warunkach śmierć może nastąpić szybko. Zdarzały się przypadki, gdy w podobnych okolicznościach ludzie umierali z powodu hipotermii w ciągu dwóch godzin”.
Z wywiadu z W. Wiktorowem, ekspertem Biura Medycyny Sądowej Republiki Buriacji:
„Sekcja zwłok Bapanowa i Filipenko ujawniła oznaki ogólnego wychłodzenia organizmu. W mięśniach i wątrobie brakuje składników odżywczych, a w szczególności glikogenu. Wszystko to dało podstawy do postawienia diagnozy i ustalenia przyczyny zgonu – efekt niskiej temperatury. Nie znaleziono żadnych innych obrażeń, poza działaniem owadów i larw much”.
Z wywiadu z G, A. Ulktujewem, kierownikiem kryminalistycznego laboratorium histologicznego:
„W kryminalistycznym laboratorium histologicznym wykonano badanie histologiczne narządów i tkanek turystów. Wykazała zmiany morfologiczne charakterystyczne dla zaburzeń ogólnego krążenia krwi i oddychania, które objawiały się w obrębie wszystkich narządów wewnętrznych i tkanek, z ogólną niedokrwistością skóry i mięśni i krwotokiem, ze względu na zaburzoną przepuszczalność ścian naczyń krwionośnych i obrzęk płuc. Ponadto eksperci zidentyfikowali zmiany dystroficzne charakterystyczne dla dystrofii białek w narządach wewnętrznych – sercu, wątrobie i nerkach. Dodatkowe badania histochemiczne tkanek oraz wątroby i serca u zmarłych wykazały całkowity zanik glikogenu, co jest charakterystyczne dla ogólnej hipotermii. Badanie histologiczne i badania histochemiczne w pełni potwierdziły diagnozę – ogólna hipotermia, która była przyczyną śmierci turystów. Pośrednie naruszenia metabolizmu białek pozwalają nam powiedzieć, że wystąpiło u nich zjawisko dystrofii białek, a być może wręcz głodu”.
W świetle tych ekspertyz, nie wszczęto żadnej sprawy karnej w sprawie śmierci turystów z grupy Ludmiły Korowiny.

## Hipotezy[13]

### Ogólna hipotermia i błędy liderki grupy turystycznej
Za oficjalną przyczynę śmierci Korowiny i młodzieży uznano hipotermię, a co za tym idzie lider grupy L. I. Korowina, uznawana jest za winną śmierci turystów.
Z wywiadu z Jurijem Jewgienijewiczem Goliuszem, zastępcą szefa Służby Poszukiwawczo-Ratowniczej Republiki Buriacji:
„Znałem ją na długo przed tym incydentem. Bardzo piękna, o silnej woli, wysportowana. Kiedyś, zimą 1982 skrzyżowały się nasze ścieżki na północy Bajkału w Chakusach. Ludmiła z dwoma chłopcami w wieku 16–17 lat zeszła z gór do naszego obozu. Chłopaki wyglądali na zbyt wychudzonych. Jeden z nich nie mógł nawet podnieść siekiery do rąbania drewna. Daliśmy im herbatę i chleb. Rzucili się, jakby nigdy nic nie jedli. Korowina powiedziała, że prowadzi szkołę przetrwania, podczas której grupa jedzie na kemping z minimum żywności i odzieży. Więc rzekomo wychowywała ich, by byli gotowi na nieprzewidziane sytuacje. Byłem oburzony. To są nastolatki! A potem, w tym miejscu w 1993 znaleźliśmy ostatni biwak grupy, na którym zjedli śniadanie. Więc w tym miejscu znaleźliśmy jedną pustą puszkę gulaszu. Zimno, deszcz, sypie śnieg, a Korowina, jak się okazuje, kazała jedną puszkę duszonego mięsa podzielić na siedem osób. Pomyślałem: może znajdę opakowania na słodycze lub czekoladę. Nic! Tak jedli, po trochu. Nic dziwnego, że wszyscy zginęli od razu”.
Jednocześnie ratownicy uznali, że L. I. Korowina, uprawiając turystykę ekstremalną, celowo zwiększyła tempo wędrówki, chcąc w wyznaczonym czasie udać się na spotkanie z grupą córki. Dlatego zmęczeni turyści postanowili rozbić namiot na zboczu górskiego szczytu, w miejscu podatnym na wiatr, a nie schodzić do lasu. Wszystko to razem doprowadziło do tragedii, która wydarzyła się rankiem 5 sierpnia.
W filmie śledczym „Czekam i wierzę” turysta-badacz Władimir Żarow przytacza dane z książki trasy grupy turystycznej Korowiny, z której wynikało, że każdego dnia na osobę przypadało 510 g żywności, co w niskiej temperaturze jaka była tam w tym czasie (max +5°), pozwalało tylko założyć plecak i rozgrzać się. Na ruch nie starczało już kalorii, a turyści powinni odczuwać stały deficyt energii.
Wątpliwości jednak pozostały. Jak wspomina szef Służby Ratowniczej Obwody Irkuckiego, Leonid Izmaiłow:
„Masowa psychoza, która stała się udziałem członków grupy po śmierci pierwszej osoby może być tłumaczona przemęczeniem, nieprzygotowaniem na tego typu rozwój wydarzeń czy hipotermią. Jednak nie wyjaśnia, co tak naprawdę tam się stało. W końcu, w tym czasie tam w górach były inne wyprawy, które tak jak i grupa Korowiny nie spodziewały się nagłych opadów śniegu. Mimo to przetrwały”.
Jednocześnie Ludmiła Korowina była jedyną osobą, której przyczyna śmierci nie leżała w hipotermii. Sekcja zwłok wykazała, że jej zgon nastąpił w wyniku ataku serca.

### Środki psychoaktywne
Brano pod uwagę scenariusz, że wspinacze mogli stać się przypadkowymi ofiarami gazów bojowych, nowiczoków. Istnieją doniesienia, że nowiczok, środek dwadzieścia razy bardziej zabójczy niż sarin, stworzony w laboratoriach Rosji właśnie w 1993 roku, był intensywnie testowany właśnie w rejonach przylegających do gór Chamar-Daban. Kontakt z tym środkiem prowadzi do błyskawicznej śmierci z objawami podobnymi do opisywanych. Silne i długotrwałe opady deszczu mogły wypłukać z gleby środek psychoaktywny testowany tam nawet kilka miesięcy wcześniej.

### Grzyby
Rozważana była możliwość, że któryś z uczestników znalazł grzyby i feralnego dnia dodane zostały one do śniadania. Efekt zatrucia mógł się ujawnić gdy grupa wyruszyła dalej powodując halucynacje i chorobę. Warto tu zwrócić uwagę, że dość częstym efektem zatrucia psylocybinami jest widzenie innych płaczących krwią. Przedawkowanie tych substancji wywołuje psychozy, konwulsje, problemy z sercem i w końcu śpiączkę. Tłumaczyłoby to fakt śmierci z hipotermii jeśli grupa znalazła się po prostu pod wpływem narkotyków lub w śpiączce.

### Infradźwięki
Wpływ infradźwięków był brany pod uwagę jako przyczyna śmierci.
Z wywiadu z turystą Władimirem Borzenkowem:
„Jeśli weźmiesz szczyt dwóch sąsiednich gór i narysujesz między nimi linię prostą, to wzdłuż samego grzbietu, przy prędkości wiatru około 15 metrów na sekundę, przepływa około 60 ton powietrza na sekundę. Uważam, że jest to najbardziej prawdopodobne źródło tych infradźwięków”.
Podobny punkt widzenia wyznaje Nikołaj Fiodorow, uczestnik operacji poszukiwawczej z Pietropawłowska:
„Zakładamy, że był antycyklon i wiał silny wiatr. Rozpoczęły się wibracje magnetyczne, wprawiono w ruch ogromne prądy powietrza, które wytwarzały infradźwięki i mogły oddziaływać na psychikę. Poszczególne skały pod wpływem silnego wiatru mogą stać się generatorem infradźwięków o ogromnej mocy, co powoduje, że człowiek doświadcza paniki, niewyjaśnionego horroru. Według dziewczyny, która przeżyła, jej przyjaciele byli niespokojni, ich mowa była niezrozumiała”.

### Zatrucie ozonem
Tę wersję przedstawiał Jewgenij Olchowski, uczestnik wielu wspólnych wycieczek z L. Korowiną. Stwierdził, że ofiary trafiły pod wpływ wysokiego stężenia ozonu, spowodowanego silnym frontem burzowym, czego ich organizmy nie mogły wytrzymać.

### Zatrucie chemiczne
Nikołaj Tarasow, traumatolog z regionu Czelabińska, uważa, że grupa znalazła się pod wpływem oparów kwasu siarkowego. Trujące wyziewy w wyniku inwersji temperatury nie ulegały rozproszeniu, ale przedostały się na duże odległości, a następnie wraz z opadami skaziły dużą przestrzeń. Krysin miał pianę i krew na ustach, które są charakterystycznymi oznakami zatrucia wziewnego. Pary kwasu siarkowego mogły dotrzeć nawet z Chin, co było możliwe biorąc pod uwagę tamtejsze zasady bezpieczeństwa w produkcji przemysłowej.

## Upamiętnienie
Ciała zmarłych turystów przywieziono do Pietropawłowska w cynkowych trumnach do pochówku. Wszyscy członkowie grupy turystycznej zostali pochowani 31 sierpnia 1993 na cmentarzu Nowopawłowskoje.
W 1995 roku, w miejscu tragedii przyjaciele ofiar wznieśli pamiątkowy obelisk z nazwiskami turystów.